# Aphanasterias
Aphanasterias is een geslacht van zeesterren uit de familie Asteriidae.

## Soort
- Aphanasterias pycnopodia Fisher, 1923